# Piégros-la-Clastre
Piégros-la-Clastre è un comune francese di 889 abitanti situato nel dipartimento della Drôme della regione dell'Alvernia-Rodano-Alpi.

## Società

### Evoluzione demografica
Abitanti censiti